# Oberkampf (métro de Paris)
Pour les articles homonymes, voir Oberkampf.
Oberkampf est une station des lignes 5 et 9 du métro de Paris, située dans le 11e arrondissement de Paris.

## Situation
La station est implantée au sud-ouest du quartier de la Folie-Méricourt, à proximité de ses limites administratives avec le quartier Saint-Ambroise au sud. Les quais des deux lignes sont disposés de façon semi-alignée et parallèle sous le boulevard Voltaire, selon un axe nord-ouest/sud-est, entre la rue Jean-Pierre-Timbaud d'une part et la rue Oberkampf d'autre part :
- les quais de la ligne 5 se trouvant au sud-est entre la rue de Crussol et la rue Oberkampf ;
- ceux de la ligne 9 se situant au nord-ouest entre la rue Jean-Pierre-Timbaud et la rue de Crussol.

Le point d'arrêt de la ligne 5 s'intercale entre les stations République et Richard-Lenoir, tandis que celui de la ligne 9 est encadré par les stations République et Saint-Ambroise. En outre, Oberkampf est géographiquement proche de la station Filles du Calvaire sur la ligne 8.

## Histoire
La station est ouverte le 15 janvier 1907, soit un mois après la mise en service du prolongement de la ligne 5 depuis Place Mazas jusqu'à Lancry (devenues respectivement Quai de la Rapée et Jacques Bonsergent). Jusqu'à son achèvement, les rames de métro la traversaient sans y marquer l'arrêt.
Elle doit sa dénomination à sa proximité avec la rue Oberkampf, laquelle rend hommage à Christophe-Philippe Oberkampf (1738-1815), industriel français d’origine allemande, célèbre fondateur de la manufacture royale de toiles imprimées de Jouy-en-Josas où était fabriquée la toile de Jouy.
Le 10 décembre 1933, la station de la ligne 9 est ouverte à son tour avec l'inauguration de son cinquième prolongement, depuis le terminus provisoire de Richelieu - Drouot jusqu'à Porte de Montreuil. La station devait initialement constituer le terminus temporaire de la ligne depuis Porte de Saint-Cloud à partir de juin 1932, mais cette extension ne faisant que doubler la ligne 8, il fut décidé d'attendre l'achèvement complet des travaux jusqu'à Porte de Montreuil pour inaugurer ce tronçon. 
Les quais de la ligne 5 sont rénovés une première fois après 1969 en adoptant le style « Mouton-Duvernet » avec des carreaux à plusieurs tons orangés, tranchant radicalement avec le blanc dominant de l'origine du métro, ainsi que des rampes lumineuses caractéristiques de ce type d'aménagement, lequel est par la suite complété de sièges de style « Motte » également de couleur orange.
Certains couloirs de correspondance entre les deux lignes bénéficient quant à eux d'une modernisation partielle avec le remplacement du carrelage blanc biseauté d'origine par des petits carreaux blancs plats et fins, en grès étiré, posés verticalement sur les piédroits.
Dans le cadre du programme « Renouveau du métro » de la RATP, l'éclairage des quais de la ligne 9 est modernisé dans le courant des années 2000, puis les couloirs et la station de la ligne 5 font l'objet d'une rénovation du 2 décembre 2013 au 30 juin 2015. Cette dernière modernisation met fin au style « Mouton » sur la ligne 5 au profit d'un retour au traditionnel carrelage blanc biseauté.

### Fréquentation
Selon les estimations de la RATP, la station a vu entrer 4 416 995 voyageurs en 2019, ce qui la place à la 102e position des stations de métro pour sa fréquentation. En 2020, avec la crise du Covid-19, son trafic annuel tombe à 2 462 989 voyageurs, ce qui la classe alors au 86e rang, avant de remonter progressivement en 2021 avec 3 205 110 entrants comptabilisés, la reléguant cependant à la 96e position des stations du réseau pour sa fréquentation cette année-là.

## Services aux voyageurs

### Accès
La station dispose de quatre accès, tous constitués d'escaliers fixes agrémenté de balustrades en fer forgé dans le style Dervaux des années 1930 :
- l'accès no 1 « Boulevard Voltaire - Cirque d'Hiver », orné d'un candélabre Dervaux, débouchant sur le boulevard précité au droit du no 20 de la rue de Crussol ;
- l'accès no 2 « Rue Jean-Pierre-Timbaud » se trouvant face au no 18 du boulevard Voltaire ;
- l'accès no 3 « Rue Amelot » se situant au droit du no 19 du même boulevard ;
- l'accès no 4 « Rue Oberkampf » débouchant face au no 43 du boulevard.

Accès à la station
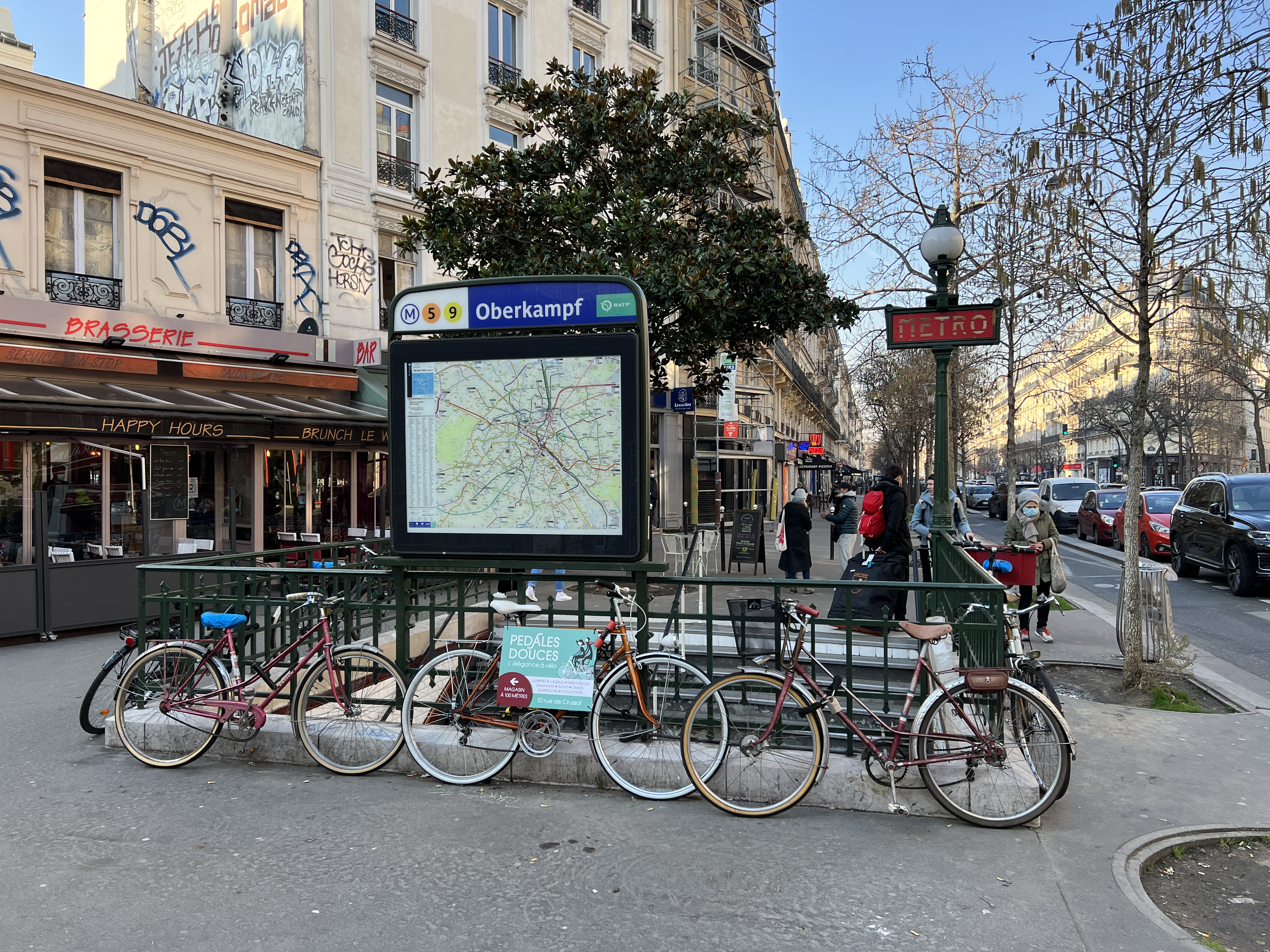
L'accès no 1, « Boulevard Voltaire ».
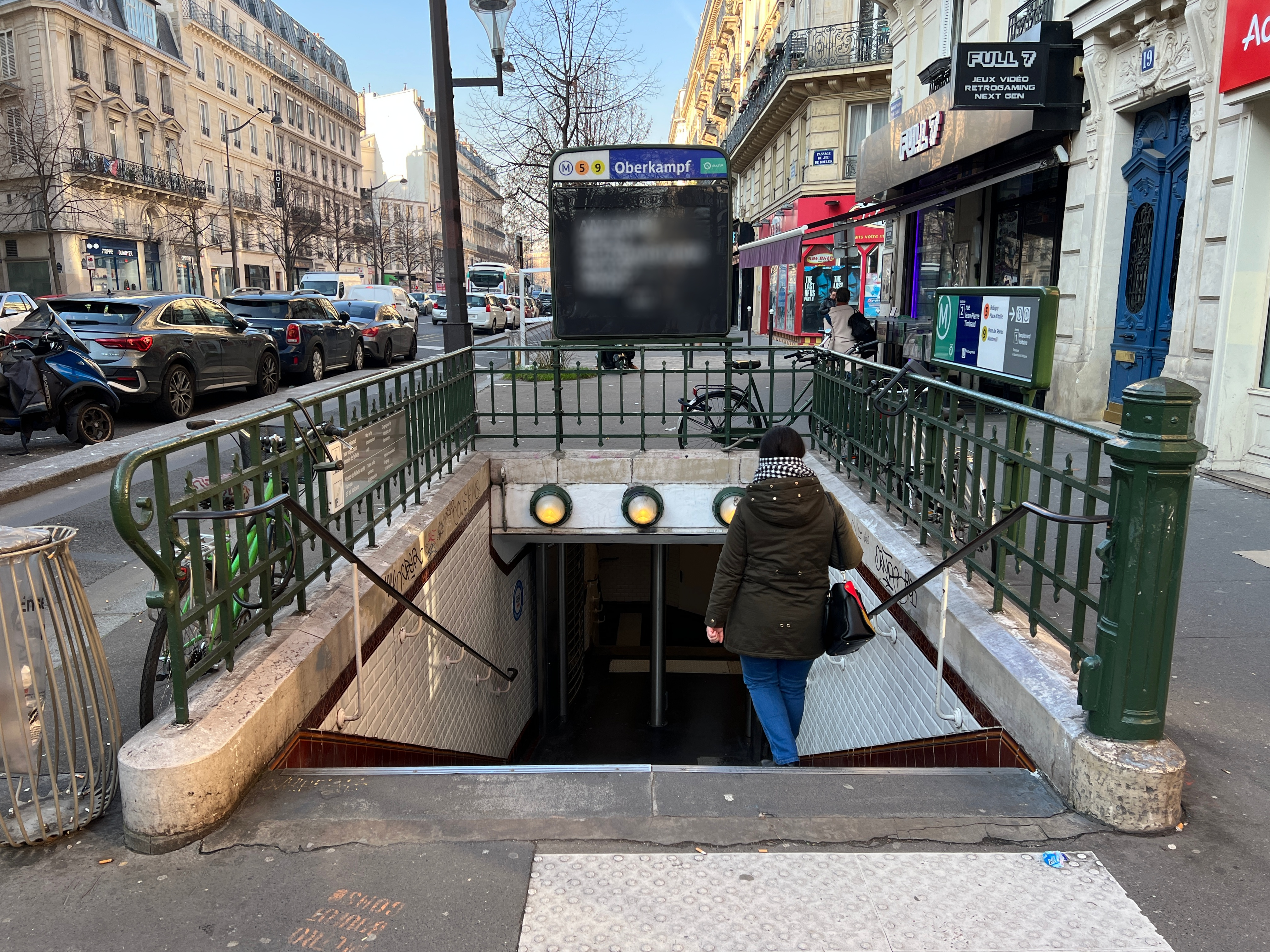
L'accès no 2, « Rue Jean-Pierre-Timbaud ».
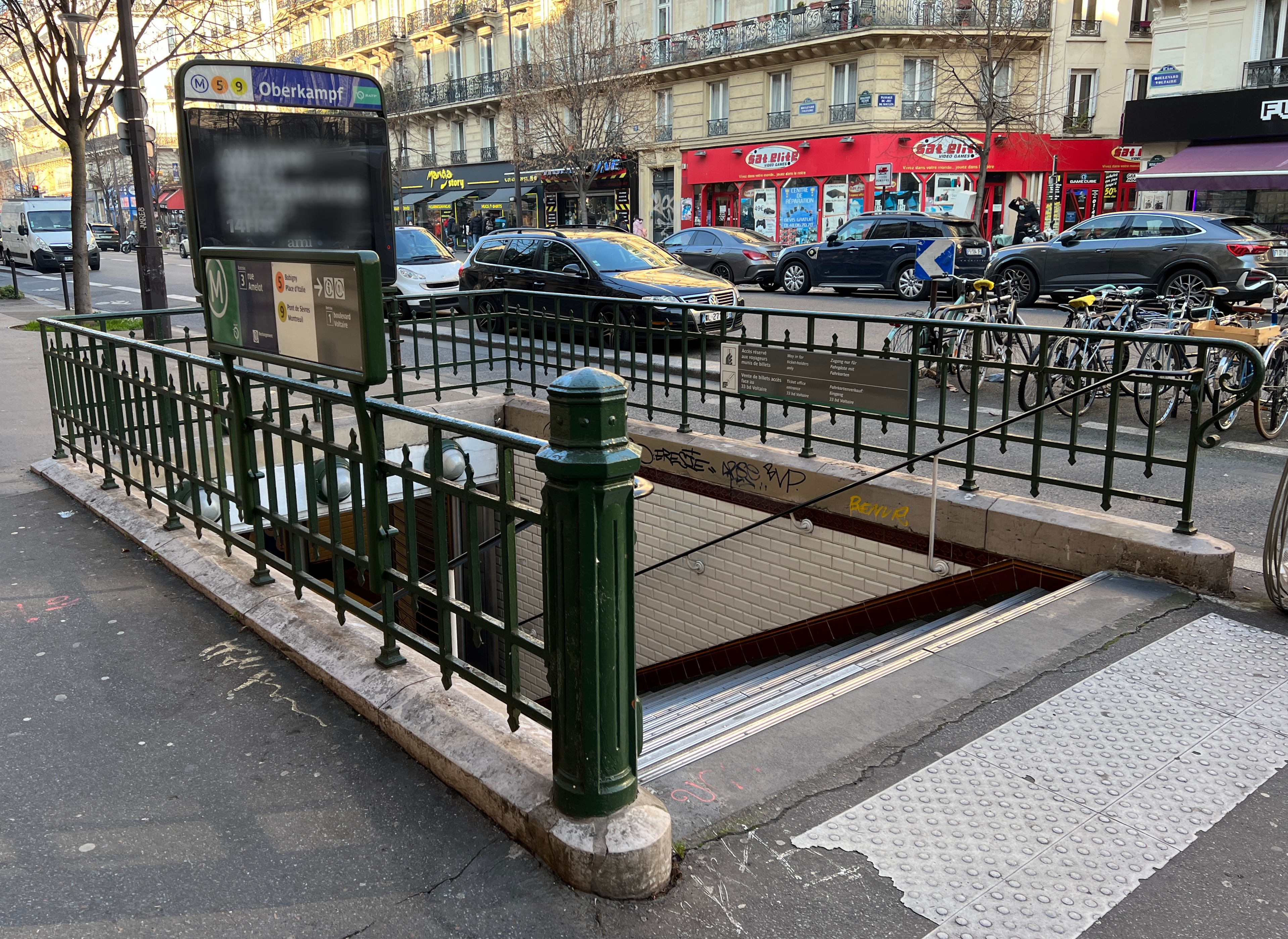
L'accès no 3, « Rue Amelot ».
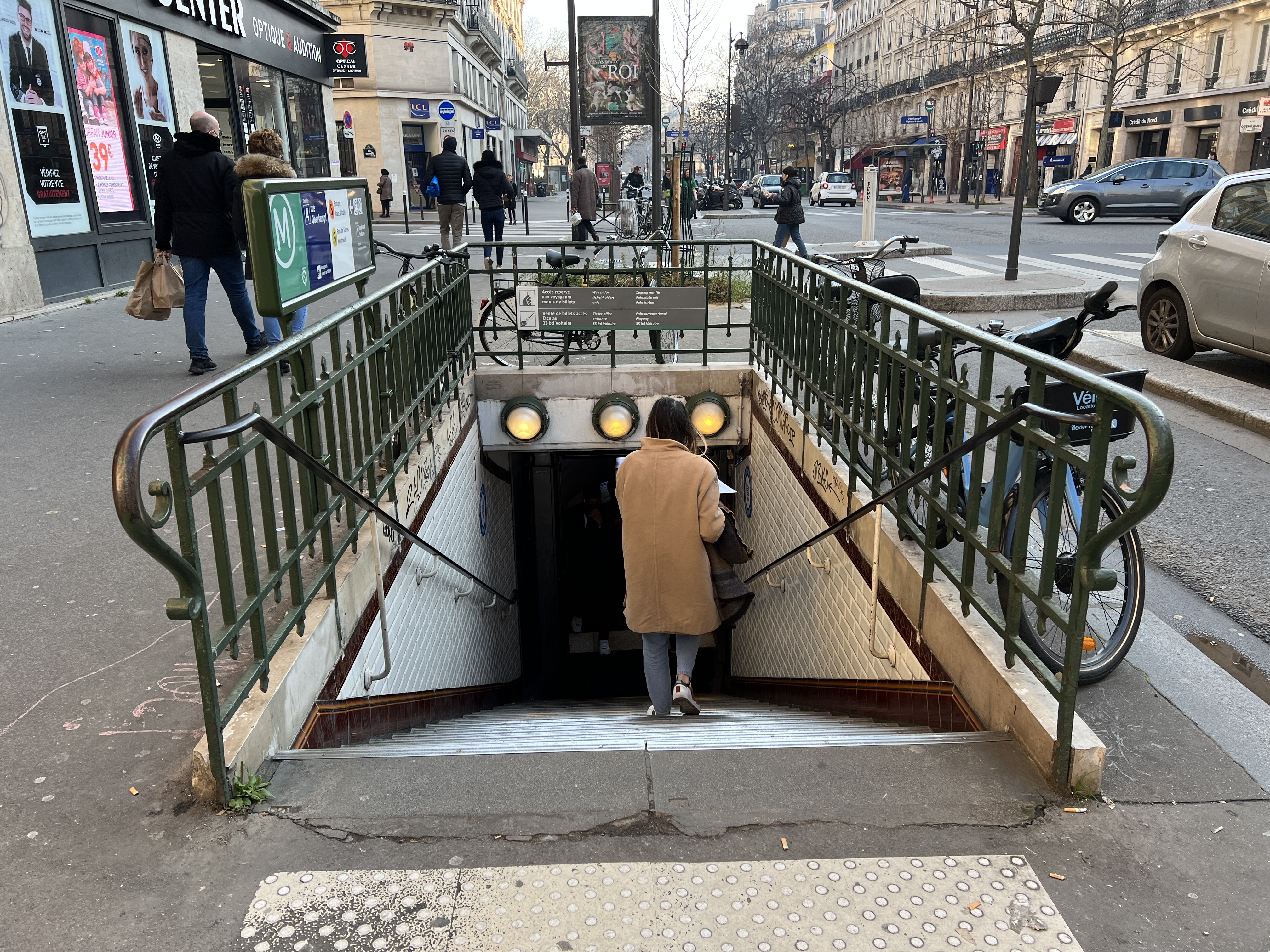
L'accès no 4, « Rue Oberkampf ».

Seule l'entrée no 1 débouche sur le hall d'accueil de la station et donne directement accès aux deux lignes de métro. Les accès no 2 et 3 sont reliés uniquement aux quais de la ligne 9, tandis que l'accès no 4 mène aux quais de la ligne 5.

### Quais

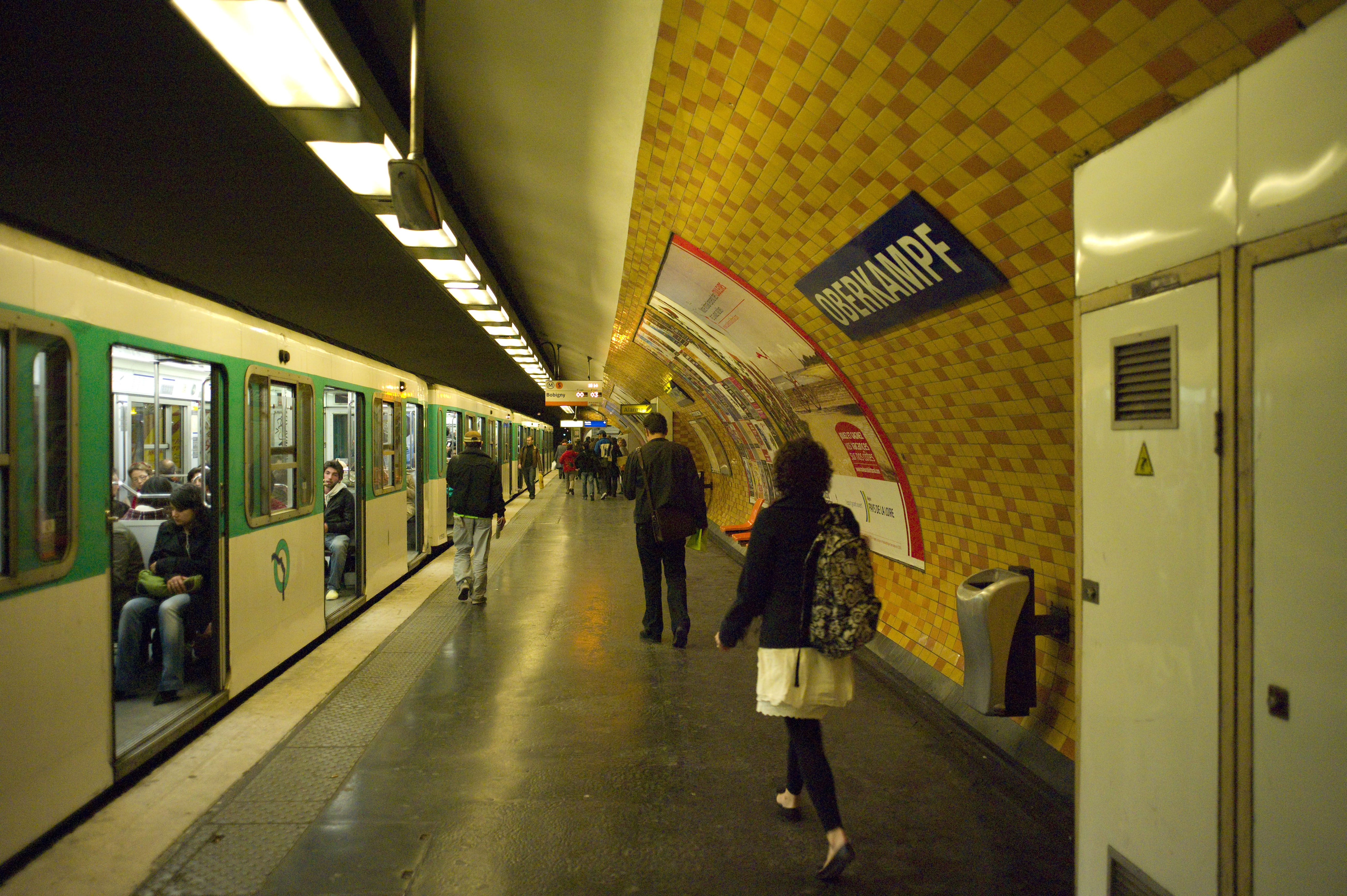
L'ancienne décoration « Mouton-Duvernet » des quais de la ligne 5.

Les quais des deux lignes sont de configuration standard pour le métro de Paris : au nombre de deux par point d'arrêt, ils sont séparés par les voies du métro situées au centre et la voûte est elliptique. Ceux de la ligne 5 sont d'une longueur conventionnelle de 75 mètres, tandis que le point d'arrêt de la ligne 9 mesure 105 mètres de longueur (comme l'ensemble des stations comprises entre Grands Boulevards et Mairie de Montreuil).
La station de la ligne 5 est décorée dans le style utilisé pour la majorité des stations du métro : les bandeaux d'éclairage sont blancs et arrondis dans le style « Gaudin » du renouveau du métro des années 2000, et les carreaux en céramique blancs biseautés recouvrent les piédroits et les tympans, tandis que la voûte est simplement peinte en blanc. Les cadres publicitaires sont en céramique blanche et le nom de la station figure en police de caractères Parisine sur des plaques émaillées. Les sièges sont de style « Akiko » de couleur jaune.
Depuis l'été 2025, les voies sont séparées par des barrières anti-franchissement, d'un modèle également déployé dans d'autres stations de la section centrale de la ligne 5 ainsi que dans plusieurs stations au nord de la ligne 12, afin de limiter les intrusions illicites de personnes.

Quais de la ligne 5
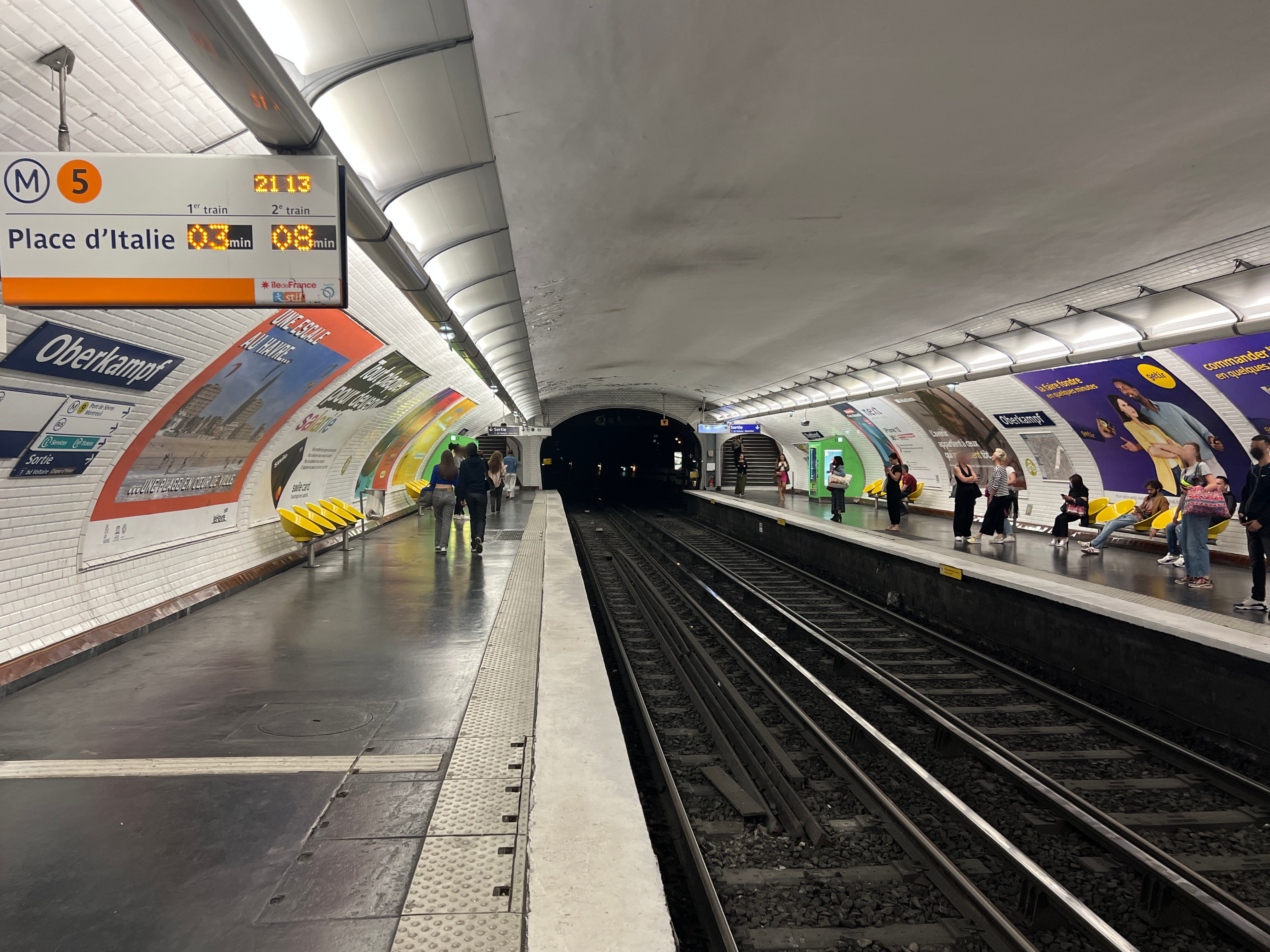
Les quais vus en direction de Bobigny - Pablo Picasso.
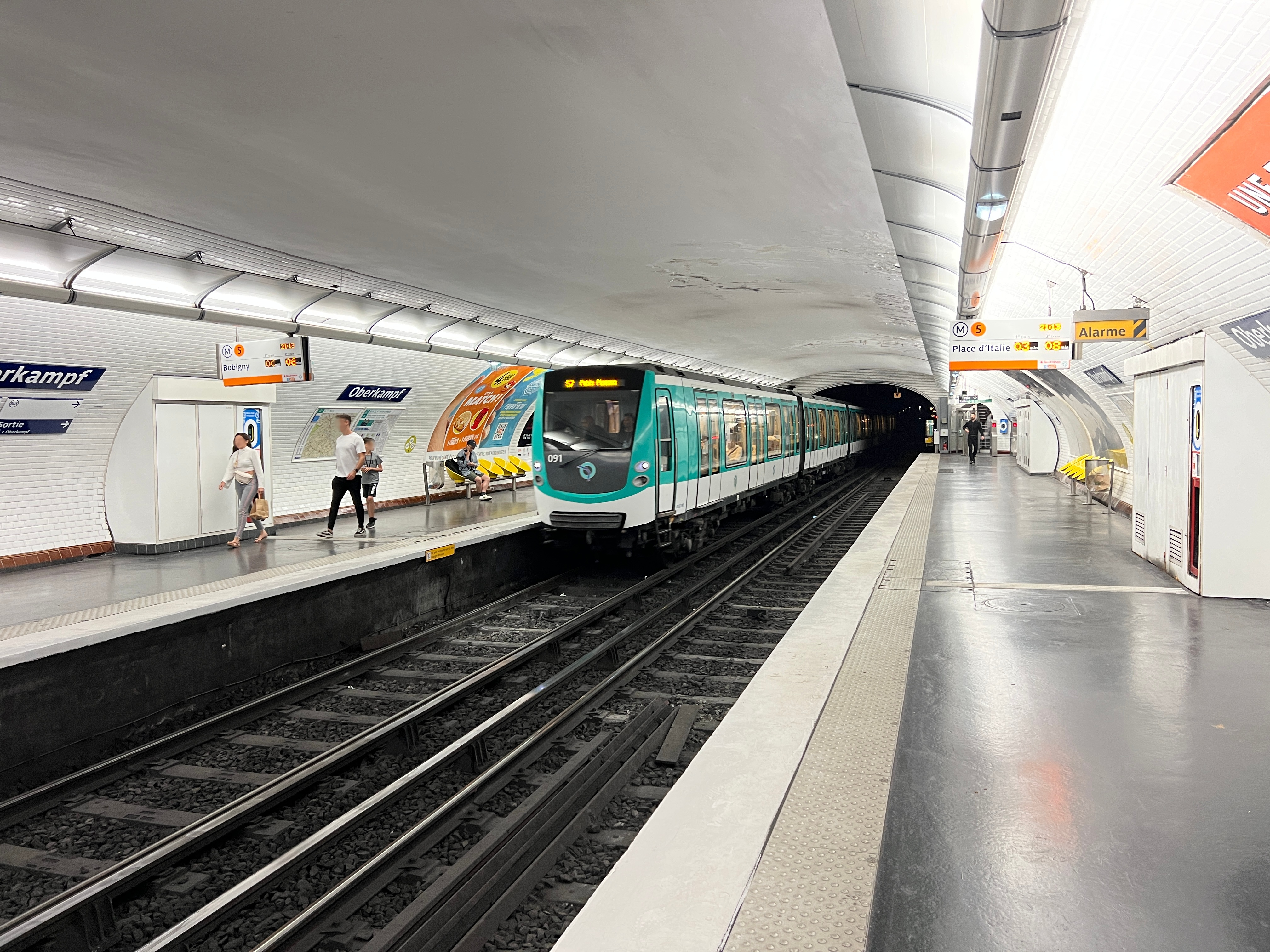
Entrée d'une rame MF 01 en direction de Bobigny.
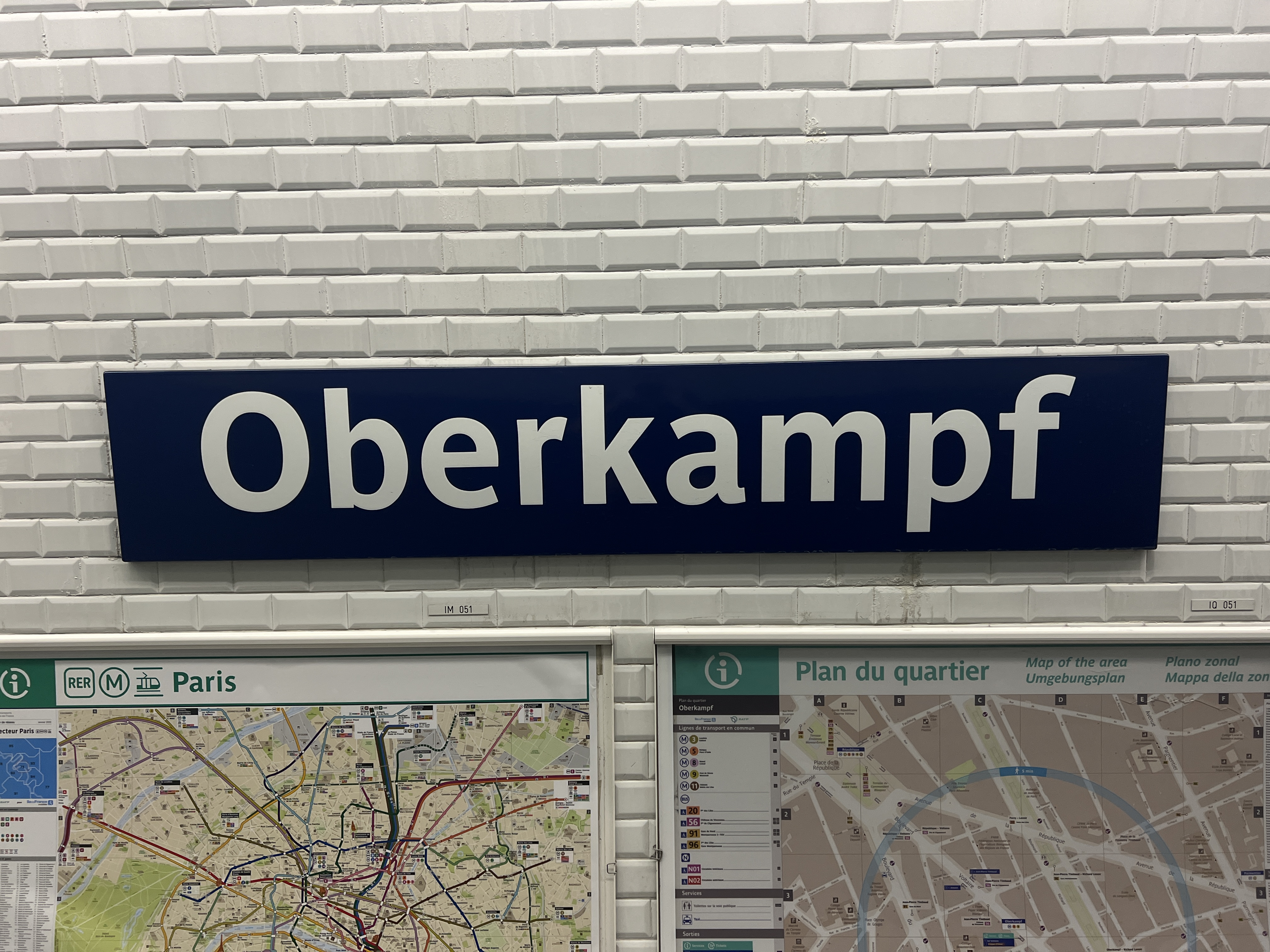
Plaque émaillée indiquant le nom de la station.

La station de la ligne 9 est aménagée dans une variante de ce même style décoratif : les bandeaux d'éclairage sont du même modèle, et les carreaux en céramique blancs biseautés recouvrent les piédroits, la voûte ainsi que les tympans. En revanche, les cadres publicitaires sont en faïence de couleur miel à motifs végétaux et le nom de la station est également incorporé dans la céramique murale, selon le style d'entre-deux-guerres de la CMP d'origine. Les sièges sont de style « Motte » de couleur orange.

Quais de la ligne 9
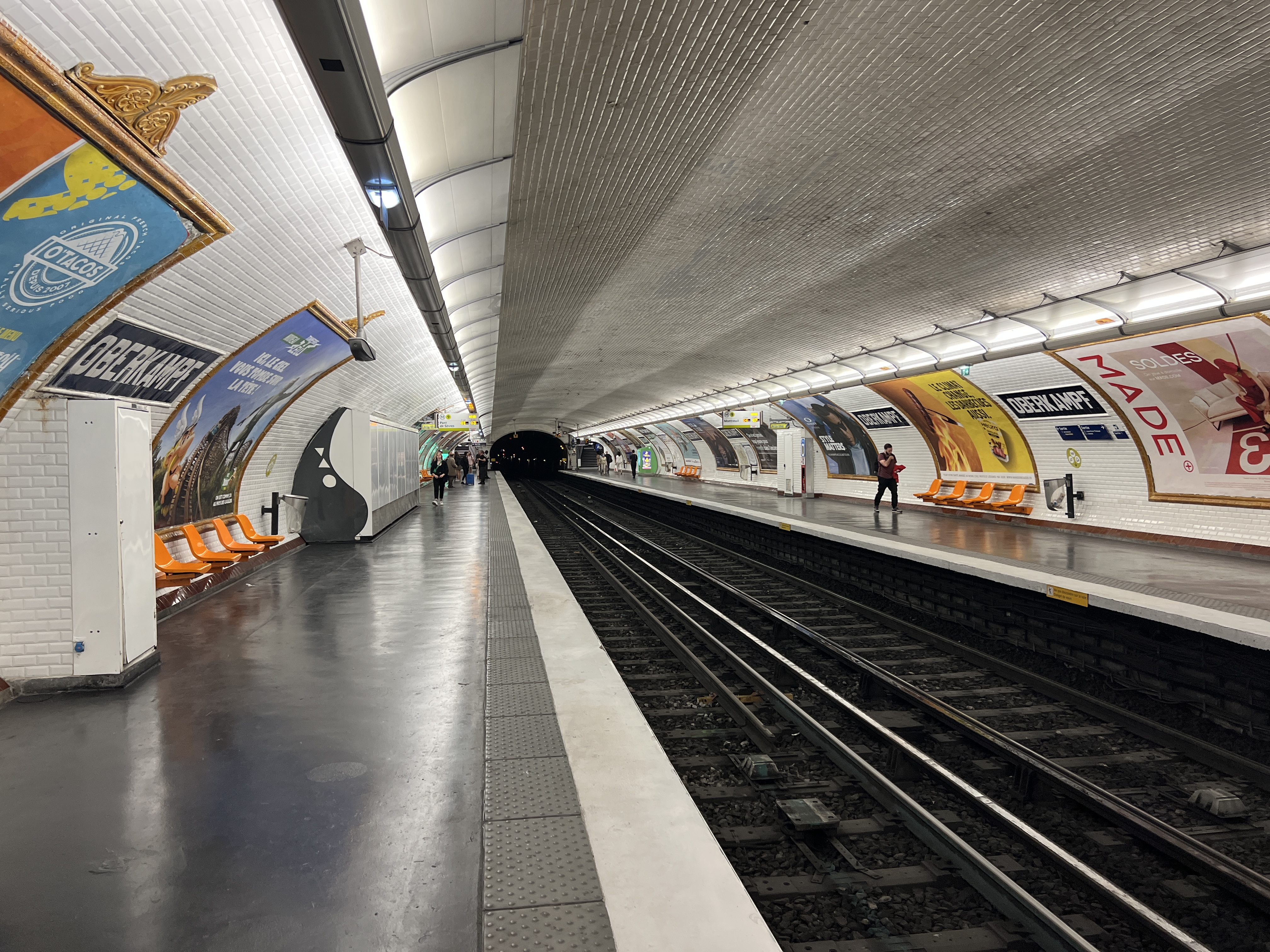
Les quais vus en direction de Mairie de Montreuil.
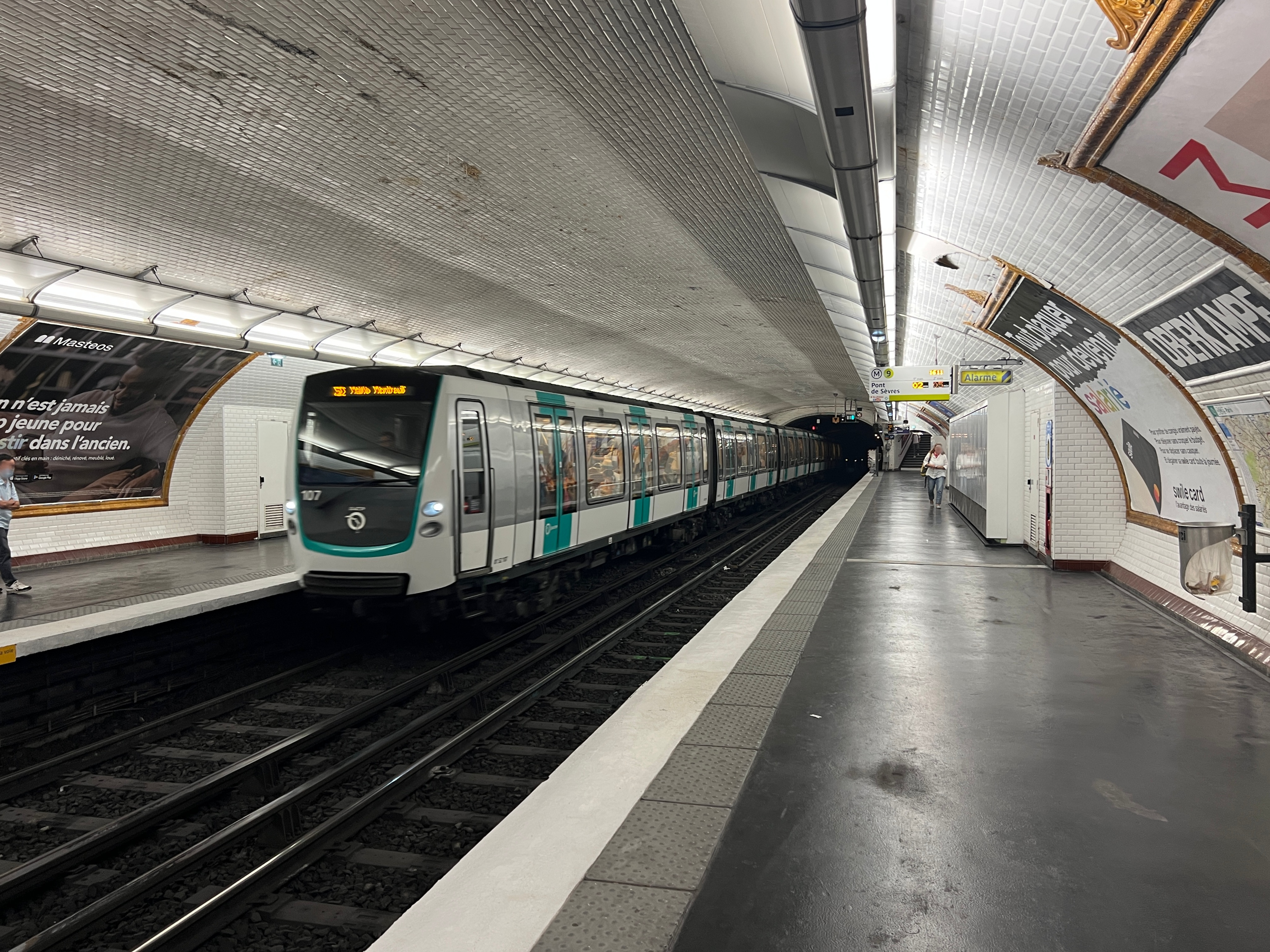
Entrée d'une rame MF 01 en direction de Montreuil.
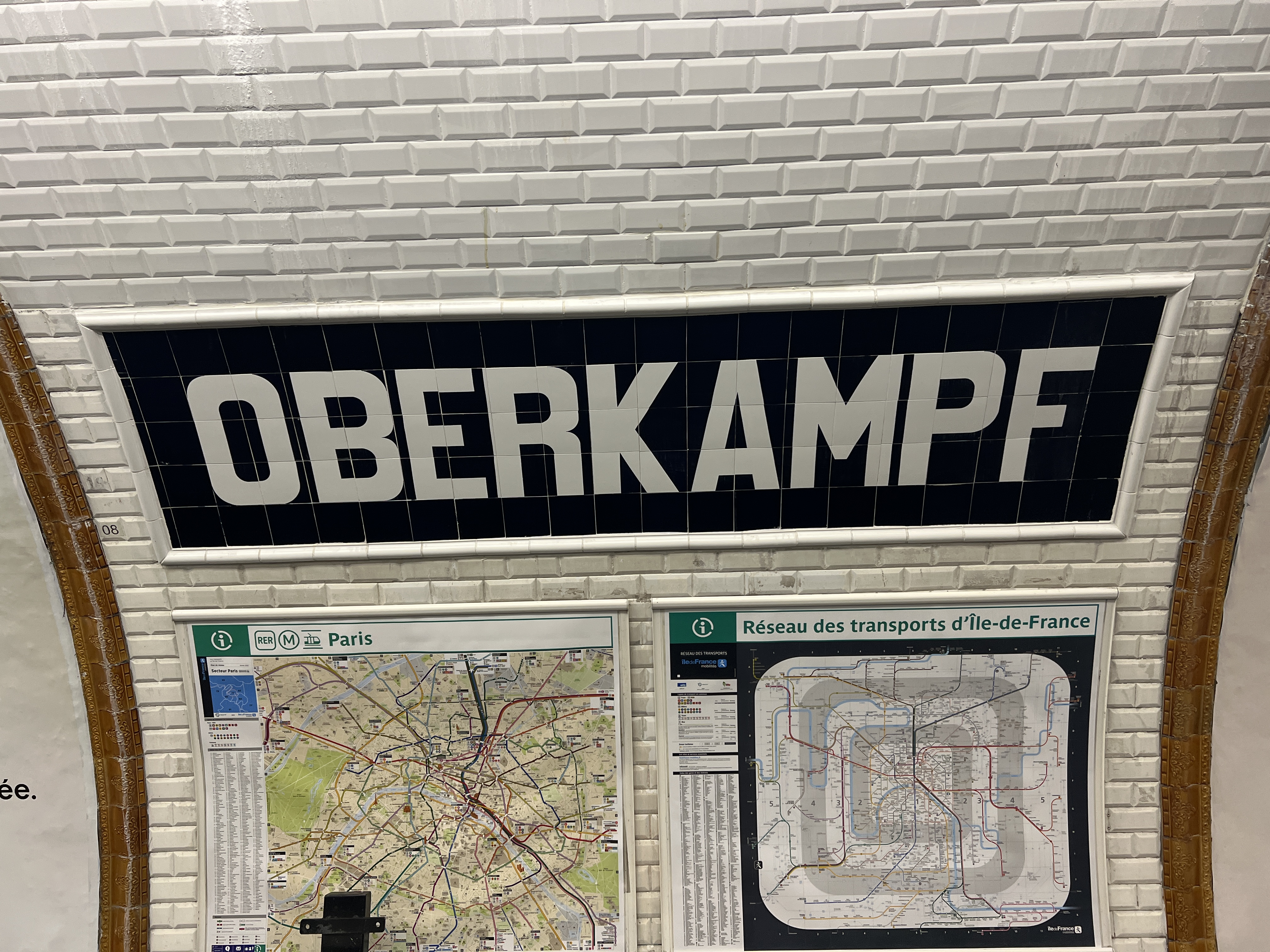
Faïence murale incorporant le nom de la station.

### Intermodalité
La station est desservie par les lignes 56 et 96 du réseau de bus RATP ; et, la nuit, par les lignes N01 (circulaire intérieur partant de la gare de l'Est) et N02 (circulaire extérieur partant de la gare Montparnasse) du réseau de bus Noctilien.

## À proximité
- Rue Oberkampf (populaire et bien desservie, elle bénéficie d'une animation appréciée des Parisiens)
- Bataclan
- Canal Saint-Martin (en tunnel sur cette section)
- Jardin May-Picqueray  (anciennement square du Bataclan)
- Square Dominique-Bernard (anciennement square Jules-Ferry)
- Cirque d'Hiver